# Бубастис
Ба́ст(ет), Пер-Ба́ст(ет) (егип. транслит. bAst, bAstt, pr-bAst, pr-bAstt), Буба́стис, Бубасто́с (др.-греч. Βουβάστις, Βουβαστός), Буба́ст (лат. Bubástus), Буба́сти и др. (копт.) — древнеегипетский город, располагавшийся в Нижнем Египте на юго-востоке дельты Нила. Существовал с начала 3-го тысячелетия до н. э. и до середины 1-го тысячелетия н. э. Современная локализация — местность Телль Баста (араб. تل بسطة‎, Tall Basṭa — «Холм Баст») на юго-восточной окраине города Эз-Заказик в мухафазе Шаркия, АРЕ.
С 3-го тысячелетия до н. э. Бубастис входил в XIX нижнеегипетский ном Именти, а после VIII-VII веков до н. э. стал столицей новой выделенной области вокруг города — XVIII нижнеегипетского нома Именти-хенти (в греко-римский период назывался Бубастийским номом). По наиболее распространённой гипотезе, в X-VIII веках до н. э., город избрали столицей всего Египта правители XXII династии, а в VII веке до н. э. он мог иметь отношение к происхождению или правлению XXIII династии. Бубастис был известен своим храмом и празднеством, посвящённым богине Бастет, а также являлся важным пунктом на сухопутном пути из Египта на восток — в Синай, Палестину и морском пути (через канал) на юг — в Пунт. В древнеегипетской мифологии основательницей города называется богиня Исида.
В период античности, помимо города Бубастиса в Египте, Диодор Сицилийский упоминает одноимённый город на Херсонесе Карийском (полуостров в Карии).
Терминология и оформление: для удобства названия города одним именем во все эпохи его существования используется наименование согласно греко-арабской номенклатуре топонимов принятой в египтологии — Бубастис. Помимо прочего, выделены курсивом древнеегипетские названия и имена (кроме наименований на картах). Большая часть дат в статье приведена согласно авторитетному труду по египетской хронологии, в составлении которого участвовали около двадцати авторов под редакцией Э. Хорнунга, Р. Краусса и Д. Уорбертона — «Хронология Древнего Египта» (Hornung E., Krauss R. and Warburton D. A. Ancient Egyptian Chronology — Leiden-Boston-Köln: Brill, 2006. — С. 490-495. — 517 с. — ISBN 90-04-11385-1).

## Название
| G29 | Q1 | X1 · O49 |

| G29 | Q1 | X1 · O49 |

| W2 | X1 · O49 |

| W2 | X1 · O49 |

| pr · Z1 | W2 | t · N21 | O49 |

| pr · Z1 | W2 | t · N21 | O49 |

Древние египтяне дали название городу по имени почитавшейся здесь местной богини Баст, иногда добавляя приставку «пер», означающую «дом», таким образом в египетском языке название города, вероятнее всего, звучало как Баст или Пер-Бастет и означало имя богини или место её пребывания. Древнегреческое название является грецизированной формой от египетского названия города и имени богини: Бубастис (Βούβαστις) — написание согласно Геродоту: 59-61, 67, 137-138, 154, 156, 158, 166, а Бубастос (Βουβαστός) — согласно прочим античным авторам, описывающим город позднее (см. раздел «Древнейшие упоминания»). Римляне переняли греческое наименование города — на латинском языке Bubastus — в русском языке с латинского принята огласовка Бубаст. В период раннего средневековья копты также имели несколько своих наименований города, созвучных с древними, — Бубасти и другие.
Иноземные названия. Большинство исследователей отождествляют Бубастис с упоминаемым в Библии (Ветхий Завет, Иез. 30:17) городом Пи-Бесет (др.-евр. פי-בסת‬ транслит. py-bst). В апокрифическом евангелии Псевдо-Матфея город называется Сотин (лат. Sotinen). Наименование города среди современных исследователей, согласно греко-арабской номенклатуре топонимов принятой в египтологии — Бубастис или, иногда, Телль Баста.

## Общее описание

### Расположение и хозяйствование
Бубастис находился в юго-восточной части дельты Нила, на восточном берегу Пелусийского рукава этой реки (Клавдий Птолемей называет Пелусийским только устье, а сам рукав — Бубастийским). Хозяйствование города было основано на выращивании зерновых, так как Бубастис находился в зоне основного района производства зерна на Средиземноморье — Нижнем Египте. Ещё до возникновения города, около 5-го тыс. до н. э., у протоегипетских племён появились земледельческие общины, в которых выращивались ячмень, пшеница, гречиха, лён. Также здесь было распространено скотоводство — разводили крупный рогатый скот, овец, коз и свиней. Строительство в Бубастисе велось в основном привозными материалами (в храмовых работах часто использовался красный гранит), которые доставляли по Нилу из Верхнего Египта и Нубии. Развитию торговли способствовало нахождение города на важном сухопутном пути из Египта на восток — в Синай (импорт меди, бирюзы), Палестину (импорт древесины, пурпура) и далее. Также по каналу, предтече суэцкого, пролегал морской торговый путь на юг — в династический период известно об общеегипетских экспедициях в страну Пунт (вероятно Сомали), а позднее и в другие области Восточной Африки и Аравийского полуострова.
Этот значительный канал располагался немного южнее Бубастиса и соединял Нил, а через него Средиземное море, с Красным морем. Проходил от Нила через вади Тумилат к Большому Горькому озеру, далее к Малому Горькому озеру и к морю (возможно, был судоходен только во время разлива Нила:295). Вероятно, он был прорыт в XV веке до н. э., периодически прекращал функционировать, но потом его снова использовали. В VII веке до н. э. фараон Нехо II начал восстановление канала, законченное Дарием I на рубеже VI-V веков до н. э. После некоторого периода заброшенности канал был вновь восстановлен Птолемеем II Филадельфом в III веке до н. э. К концу 1-го тысячелетия до н. э. снова очередной период запустения, а около I-II веков канал был восстановлен, по одной из гипотез, римским императором Траяном. Строительные работы такого масштаба не проходили без больших человеческих жертв — например, Геродот указывает 120 000 погибших во время восстановления канала фараоном Нехо II:158. Прорытие канала, а также связанные с этим проблемы снабжения и занятости рабочих-строителей, не могли не сказываться на жизнедеятельности горожан Бубастиса.

### Строения и архитектура
В периоды значимости города некоторые фараоны строили в нём дворцы и мастабы (известны остатки дворца эпохи VI династии и дворца периода Среднего царства). Бубастис был расположен на земляных насыпях, которые значительно возвышались над уровнем Нила, эти насыпи Геродот считал самыми высокими в Египте и рассказывал, что возвели их местные рабочие, а впоследствии осуждённые преступники, которых, согласно закону фараона Шабаки (на рубеже VIII-VII веков до н. э.), не казнили, а приговаривали к земляным работам, каждого в своём городе:137. Известно, что в Третий переходный период окружность городских стен составляла около 5 км.
Культовые постройки. Наиболее известным и знаменитым культовым сооружением был храм Бастет — местный, а позднее общеегипетский, центр почитания богини. Храм был воздвигнут по приказу Аменемхета I (в XX веке до н. э.), но, возможно, фараон перестраивал более древнее святилище. Сенусерт I и Сенусерт III расширили храм, также существует предположение, что Аменемхет III участвовал в украшении храма: здесь были найдены два его портрета. К XIII веку до н. э., когда Рамсес II также расширил и украсил этот храм, он уже состоял из большого вестибюля, двух залов и гипостиля. Позднее правители XXII (Ливийской) династии, укрепляя свои связи с Египтом, строили новые религиозные сооружения вокруг этого храма и внутри него. Вероятно, Осоркон I начал с украшения стен новыми рельефами и построил/перестроил вестибюльный зал храма. При Осорконе II в храме Бастет были построены/перестроены новый двор и большой гранитный портал с рельефами, изображающими праздник хеб-сед на 22-м году жизни этого царя, а также хеб-седный (так называемый сейчас «Праздничный зал Осоркона II») и гипостильный залы. По его приказу в северной части храма был возведен портик. Небольшой зал-святилище к храму Бастет был пристроен при Нектанебе II (IV век до н. э.).
Наиболее полное описание этого религиозного сооружения дал Геродот в V веке до н. э.:137-138, который считал его самым красивым в Древнем Египте, также он упомянул находящуюся рядом рыночную площадь, дорогу от храма и прилежащее святилище Гермеса:

«Оно [святилище Бастет] целиком, за исключением входа, лежит на острове. Ведь из Нила ведут два канала, до входа в святилище идущие отдельно. Они обтекают храм с обеих сторон. Каждый канал шириной в 100 пусов (ок. 30,8 м) и осенен деревьями. Преддверие же высотой в 10 оргий (ок. 18,51 м) и украшено замечательными статуями в 6 пехиев (ок. 2,77 м) вышины. А святилище расположено посреди города, и вид на него открывается из всех частей города. Так как город этот поднят насыпью, а святилище осталось на своем прежнем месте, то поэтому оно и доступно обозрению [из города] со всех сторон. Оно ограждено стеной, украшенной рельефами, а внутри его — роща с могучими деревьями, которыми обсажено высокое храмовое здание со статуей богини. Длиной и шириной священный участок с каждой стороны в 1 стадию (ок. 178 м). От входа ведёт дорога, мощённая камнем, около 3 стадий (ок. 534 м) длиной, через городскую рыночную площадь на восток. Ширина её 4 плефра (ок. 124 м ?). По обеим сторонам дороги стоят высокие до небес деревья. А ведёт она к святилищу Гермеса.»
— Геродот («История» Книга II.)
Список других известных современным исследователям святилищ Бубастиса:
- храм Тети II — к северо-западу от храма Бастет (XXIV-XXIII века до н. э.).
- храм Пепи I — к западу от храма Бастет (XXIII век до н. э., храм окружала стена из сырцового кирпича 87,5×64 м, сейчас от святилища остались только два ряда столбов).
- часовня Аменхотепа III (XIV век до н. э., сохранились фрагменты строения)[9].
- храм Амона-Ра ? — существование предположительно, найдена только статуя Верховного жреца Амона-Ра — Какара (XIV-XIII века до н. э.).
- храм Рамсеса II — выстроен в нескольких сотнях метров от главного храма (XIII век до н. э., позднее был узурпирован Осорконом I).
- храм бога Атума — к юго-западу от храма Бастет (рубеж X-IX веков до н. э., вероятно, построен Осорконом I).
- храм бога Махеса — к северу от храма Бастет (VIII век до н. э., вероятно, построен Осорконом III).

Некрополи. К значимым объектам города мёртвых Бубастиса относятся гробницы наместников областей в Нубии — Хори I (занимал должность при Рамсесе II) и его сына Хори II (занимал должность при Рамсесе IV). Помимо них здесь находятся многочисленные захоронения эпохи Нового царства, одно из которых принадлежало чати (визирю) Иути, а также знаменитые кладбища кошек и ихневмонов.

### Население и соседи
Помимо коренного египетского населения с начала 1-го тысячелетия до н. э. в Бубастисе стали селиться греки, а также, как и во многих восточных номах Нижнего Египта, здесь проживали «каласирии», иначе называемые «асмах» (егип. «сехем» — по левую руку). Это были египтяне из сословия воинов, потомки вторгшихся и осевших (или добровольно поселённых) в восточной части дельты Нила племён древних ливийцев, позже переселившиеся на юг (также каласириями называли пехотные подразделения в египетской армии).
Древнейшими соседями бубастийцев могли быть еврейские племена, которые, согласно библейским преданиям, были поселены неким египетским правителем в области Гесем/Гошен, эта область, предположительно, располагалась на восток от города. По сообщениям Геродота, небольшой отрезок времени соседями бубастийцев в северных областях, около Пелусийского устья Нила, были временно поселённые здесь греки-ионяне и греки-карийцы. Эти греки помогли фараону Псамметиху I (VII век до н. э.) вступить на престол, за это он пожаловал им участки земли для поселения друг против друга на обоих берегах Нила (эти поселения у Геродота назывались «станами», также существует гипотеза, что эта область могла быть не локализованной местностью Стратопеды). Прожив около 100 лет в этой области, греки были переселены правителем Египта Амасисом II (VI век до н. э.) в Мен-нефер (др.-греч. Мемфис), где он сделал их своими телохранителями:154, 166.

## История

### Династический период
Первоначально город входил в XIX ном Именти (егип. транслит. jmntj, «Наследник»), с периода правления VI династии (правила в XXIV-XXII веках до н. э.) становится значительным центром Древнего Египта династического периода. По устаревшей точке зрения считалось, что город был значим с периода IV династии (правила XXVI-XXV веках до н. э.). Это подтверждалось, обнаруженными в одном из самых древних храмов города — храме Пепи I — многочисленными блоками времён Древнего царства, украшенными картушами Хуфу (др.-греч. Хеопс) и Хафра (др.-греч. Хефрен). Современная наука опровергает это утверждение, так как выяснилось, что эти блоки были перевезены и здесь вторично использованы в более позднее время.

#### Ранняя история
Время возникновения первого поселения на месте Бубастиса неизвестно, вероятно, это произошло в начале 3-го тысячелетия до н. э.
- XXVIII век до н. э. — по сообщениям античных авторов, цитирующих Манефона, в период правления фараона Хетеп-Сехемуи «разверзлась земля» в Бубастисе. Возможно это было землетрясение повлёкшее много жертв, но каких-либо исторических подтверждений этому факту не обнаружено[11]:58.
- XXIV-XXIII века до н. э. — фараоны Тети II и Пепи I строят храмы, самые древние из известных современным исследователям в этом городе. В наши дни сохранилась надпись на воротах храма Пепи I, которая является первым упоминанием о Бубастисе[~ 2][9].
- XVII век до н. э. — город попадает под владычество гиксосов, которые, вероятно, не подвергли разрушению главный храм города — храм богини Бастет[12].

#### Столица
В Третий переходный период Бубастис приобретает стратегическое значение и на некоторое время становится столицей Древнего Египта. В начале этого «смутного времени» контроль Нижнего Египта над Верхним часто зависел от качеств и возможностей фараона, правившего на тот момент, а в дальнейшем, централизованная власть в стране ослабла настолько, что единый Египет распался на несколько царств.
- ок. 943 года до н. э. — представитель египтизировавшейся ливийской знати, главнокомандующий египетской армией и чати (визирь) Шешонк I захватывает, вероятно, мирным путём, верховную власть в Египте и основывает XXII (Ливийскую) династию. Своей резиденцией, на протяжении X-VIII веков до н. э., правители этой династии выбирают Бубастис[~ 3]. Но общеегипетской столицей город можно считать условно, так как около 870-730 годов до н. э.[13] в Уасет (др.-греч. Фивы) существовала верхнеегипетская линия правителей — верховных жрецов Амона[~ 4][14].
- ок. 925 года до н. э.[~ 5] — Шешонк I совершил вторжение в Палестину, разорив царства Израиль, Иудею и Аммон. Вернувшись из похода, он украсил и обогатил храмы Бубастиса, используя награбленное, в частности, святилище Бастет было украшено захваченными из знаменитого храма города Рушалимума (Иерусалима) золотыми щитами Соломона[15].
- ок. 730 года до н. э. — фараон Петубастис II, вероятно, выходец из Бубастиса, основывает XXIII династию и начинает править над частью Нижнего Египта (параллельно в других частях распавшегося Египта правят другие правители). Современные исследователи считают столицей этой династии город Джант (др.-греч. Танис), также, по другой гипотезе, столицей мог быть и Бубастис.
- VIII-VII века до н. э. — период правления XXV (Кушитской) династии, Бубастис становится центром нижнеегипетского XVIII нома Именти-хенти (егип. транслит. jmntj-xntj, «Наследник Юга»[~ 6]), выделенного из XIX нома Именти (после разделения — Именти-пеху), куда первоначально входил Бубастис[16].

### Поздний и эллинистический периоды
В эти периоды, город и его область, входили в коалицию так называемых «четырёх тяжёлых номов Египта» — XII Чеб-нечер (др.-греч. Севеннитский), XIV Хенти-иабти (др.-греч. Сетроитский), XVI Хат-Мехит (др.-греч. Мендесский) и XIX Именти (др.-греч. Танисский ном). Это объединение существовало не менее 300 лет и вплоть до 343 года до н. э., в лице XXX династии, находилось у власти в стране. После вторжения Артаксеркса III Оха, а позже Александра Македонского, коалиция сохраняла часть своего влияния (став противниками персов и союзниками македонян). При первых Птолемеях власть объединения уже была номинальной. Известно имя одного из номархов, лидеров коалиции в ранний эллинистический период — Нектанеб (внучатый племянник по женской линии Нектанеба I). В эллинистический период, в связи с распространением греческого влияния, в античной литературе закрепляется греческое название города — Бубастис, а ном города стала называться в честь греческого названия его столицы — Бубастийский ном. Также этот ном входил в географически-административно выделяемую Птолемеями территорию на востоке Нижнего Египта — «область 13-ти городов».
- 671 год до н. э. — ассирийский правитель Асархаддон вторгся в страну и разбил войско фараона Тахарки. Вероятно, он ограничился завоеванием только Нижнего Египта, хотя часть верхнеегипетских номархов выплатила ему дань, а он принял титул «Царь Нижнего и Верхнего Египта и (даже) Куша». Бубастис оказался в числе тех 20 городов, которые получили ассирийские наименования и в которых были поставлены правителями местные «царьки» из ливийских династий. Помимо местного правителя, Асархаддон назначил в город ассирийского наместника, а также определил размеры ежегодной дани.
- 343 год до н. э. — в Египет вторгся персидский царь Артаксеркс III Ох. После ряда успешных боевых действий персов и их греческих наёмников, а также отступления фараона Нектанеба II в Мен-нефер (др.-греч. Мемфис), Бубастис был осаждён стратегической частью персидского войска (около 1/3 армии) во главе c Багоем (персидский евнух-правитель) и Ментором (греческий стратег-наёмник, служивший египтянам и перешедший на сторону Артаксеркса III). Ворота города были открыты под влиянием слухов, распущенных Ментором, что все египтяне или греки, которые сдадут свои города сами, будут помилованы, а оказавшие сопротивление — истреблены. Во время переговоров осаждающих с горожанами, в результате несогласованности действий между Ментором и Багоем, последний попал в плен к грекам Бубастиса и был освобождён при посредничестве Ментора, что привело к возникновению между ними взаимовыгодного политического союза. После сдачи Бубастиса его примеру последовали многие города Нижнего Египта, а Нектанеб II бежал в Куш[11]:60. Покорив Египет, Артаксеркс III повелел срыть стены у крупнейших городов, в том числе и у Бубастиса[17]:51.
- 332 год до н. э. — через Бубастис проходил путь триумфального вторжения Александра Македонского с минимальным военным сопровождением в персидский Египет. Продвижение его войск проходило по восточным номам Нижнего Египта от Сену (др.-греч. Пелусия) к Иуну (др.-греч. Гелиополю). Существует гипотеза, что объединение «четырёх тяжёлых номов» (куда входил и Бубастис), являлось той силой, которая способствовала захвату Египта Александром и провозглашению его правителем[16]. Страна без сопротивления была сдана македонянам персидским сатрапом Мазаком.

### Римско-византийский период
Римская история города исследователями изучена мало — найдены только некрополь и одно культовое сооружение. В результате последней войны Римской республики была образована провинция Египет (с 30 года до н. э.), а после проведения реформ 298 года, уже в Римской империи, происходило дробление различных административных территорий, и город поочерёдно оказывался в провинциях Геркулесов Египет, Августамника и Августамника II, которые входили в состав диоцеза Восток, а позже диоцеза Египет, который, в свою очередь, стал входить в префектуру Восток.
- около 108 года — происходило восстановление канала к югу от Бубастиса, соединяющего Средиземное и Красное моря. По одной из гипотез эти работы были выполнены по приказу императора Траяна[18], по крайней мере известно, что канал тогда назывался «Река Траяна»[19]. В течение двух веков римские корабли плавали по нему к берегам Аравии и Индии. После вхождения Египта в состав Византийской империи сообщений о канале нет, вероятно, он не действовал.
- ок. III—IV веков — город был резиденцией православного (Александрийская православная церковь) епископа и относился к Леонтопольской (копт. Натопи) епархии[20].
- 395 год — при разделении Римской империи на Западную и Восточную Бубастис оказался в пределах Восточной Римской империи.
- ок. середины 1-го тысячелетия — подобно другим городам восточной дельты Нила, Бубастис был полностью покинут жителями, пришёл в запустение и перестал существовать как населённый пункт[21].

## Религия
Основной культ. Главным почитаемым персонажем древнеегипетской религии в Бубастисе была богиня радости и веселья Баст/Бастет (к концу Старого царства отождествлялась с Сехмет и Тефнут, в Новом царстве — с Мут и Хатхор). Расцвет её почитания начинается со времени XXII династии (с X века до н. э.), хотя известны и более древние упоминания храма богини (первое ок. XX века до н. э.), также исследователи не исключают, что поклонение самой Бастет зародилось в городе ранее 2-го тысячелетия до н. э. Изображалась богиня Бастет в виде кошки или женщины с кошачьей головой (первоначально она была львиноподобной богиней), её атрибут — систр, священное животное — кошка, в связи с этим в городе существовал некрополь этих мумифицированных животных (найден в 1887—1889 годах египтологом Э. Навиллем). Также немецкие археологи подтвердили наличие здесь кремационных печей для кошек. Верховный жрец богини Бастет носил титул Ур-суну — «Великий врачеванием»:112. Геродот описывает храм Бастет (в V веке до н. э.) как самый красивый в Египте и отождествляет богиню с греческой Артемидой:156, помимо этого он сообщает, что ежегодно (во втором месяце сезона паводка) в честь богини устраиваются пышные празднества, и подчёркивает их вакханальный характер (хотя цифра празднующих явно преувеличена, вероятно, празднество было значительным не только для жителей города, но и для посещающих его паломников со всего Древнего Египта):

«Плывут туда женщины и мужчины совместно, причём на каждой барке много тех и других. У некоторых женщин в руках трещотки, которыми они гремят. Иные мужчины весь путь играют на флейтах. Остальные же женщины и мужчины поют и хлопают в ладоши. Когда они подъезжают к какому-нибудь городу, то пристают к берегу и делают вот что. Одни женщины продолжают трещать в трещотки, как я сказал, другие же вызывают женщин этого города и издеваются над ними, третьи пляшут, четвёртые стоят и задирают [подолы] своей одежды. Это они делают в каждом приречном городе. Наконец, по прибытии в Бубастис они справляют праздник с пышными жертвоприношениями: на этом празднике выпивают виноградного вина больше, чем за весь остальной год. Собирается же здесь, по словам местных жителей, до 700 000 людей обоего пола, кроме детей».
— «Геродот (История» Книга II.):60
Прочие почитаемые божества. Помимо богини-кошки здесь процветал культ сына Бастет — львиноподобного Махеса (кровожадный бог грозы, бури и мрака), Атума, Тота, Уаджет («госпожи Имет»), Хорахути, Шу, и со времени правления Рамсеса II — Сета и Птаха. Помимо некрополя кошек, Э. Навиллем найдены захоронения почитавшихся здесь ихневмонов. По сообщению Клавдия Элиана, в Римское время в Бубастисе было священное озеро, в котором разводили и кормили сомов.
Христианская традиция. Для христиан город известен посещением его «святым семейством» во время «бегства в Египет» (для Коптской православной церкви не бегства, а «пришествия святого семейства в Египет»). Согласно легенде, одним из первых мест на египетской земле, куда ступила нога младенца «Иисуса, был город Бубастис, где во время остановки на отдых у городской окраины, Богоматерь попросила испить воды у стоящего на дороге прохожего, но в ответ лишь услышала смех. Тогда Иисус, являя своё человеколюбие, очертил на земле круг, и в этом месте забил источник холодной воды для всех горожан. По другому варианту легенды, Иисус наоборот, наказал бубастийцев тем, что источник был целебным для всех, за исключением негостеприимных жителей города (обряд исцеления связанный с этим источником см. в разделе Туризм»). В апокрифическом евангелии Псевдо-Матфея Бубастис называется именем Сотин, а главный храм — Капитолием, в рассказе этого автора сообщается, что когда «святое семейство» входило в Капитолий, древние статуи-идолы падали и разбивались, и по этой причине жители города признали его своим Господом («… если бы этот Младенец не был Богом, наши боги бы не пали на лица свои при виде Его, и не простерлись бы перед Ним» — слова начальника города Афродисия). По другому варианту легенды, падение статуй послужило тому, что жители города встретили беглецов враждебно.

## Древнейшие упоминания
| Период               | Автор                                | Источник                  | Часть                                            | Контекст упоминания |
| -------------------- | ------------------------------------ | ------------------------- | ------------------------------------------------ | --- |
| VIII век до н. э.    | неизвестные писцы, по приказу Пианхи | «стела Пианхи»            | перечисление врагов Пианхи                       | Город Пер-Бастет упоминается, как столица Осоркона IV (правителя части Египта ок. 732/730-722 года до н. э.), признавшего верховную власть Пианхи (правитель Куша, а с 753 года до н. э. и правитель Египта). |
| ок. 591 год до н. э. | традиционно приписывается Иезекиилю  | «Библия»                  | «Ветхий Завет» «Книга пророка Иезекииля» (30:17) | Пророчество о гибели Египта упоминает кроме прочих его городов и Пи-Бесет: «Молодые люди Она и Пи-Бесета падут от меча, а прочие пойдут в плен».                                                              |
| V век до н. э.       | Геродот                              | «История»                 | Книга II Евтерпа : 59, 137-138, 158, 166         | Наиболее подробно описывает город и его святилище Бастет. |
| I век до н. э.       | Диодор Сицилийский                   | «Историческая библиотека» | Книга I (гл. 27.4) Книга XVI (гл. 49-51)         | В книге I отрывочно изложен миф об Усире (Осирисе) и Исет (Исиде), где последняя упоминается как основательница Бубастиса. В книге XVI рассказывает о захвате Бубастиса государством Ахеменидов.              |
| ок. 7 года до н. э.  | Страбон                              | «География»               | Книга XVII (I):26, 27                            | Упоминает город Бубастис и Бубастийский ном возле канала, идущего из Нила в Красное море. |
| ок. 77 года          | Плиний Старший                       | «Естественная история»    | Книга V (9)                                      | Упоминает город Бубастис и Бубастийский ном. |
| II век               | Клавдий Птолемей                     | «География»               | Книга IV. 5                                      | Упоминает Бубастийский ном и его центр Бубастис в описании Египта, а также даёт координаты города (неточные) — 63 1/12 30 2/3.                                                                                |

## Современность

### Археология
Одними из первых европейских исследователей, посетивших Бубастис, были французские учёные, сопровождавшие Наполеона в его Египетском походе в 1798-1801 годах. В 1840 году город описал британский египтолог и путешественник Д. Г. Уилкинсон. Планомерные археологические раскопки в Бубастисе начал в конце XIX века швейцарский учёный Э. Навилль, они шли в первую очередь на территории храма богини Бастет. Позднее были исследованы другие объекты династического периода, а также обнаружены артефакты эллинистического периода. Благодаря найденному фрагменту мозаики, определено местоположение города Римской эпохи (археологи ещё не приступили к его исследованию, выполнены частичные раскопки). Список некоторых археологических памятников и кладов, найденных исследователями XIX века и экспедициями XX-XXI веков:
- 1887 год — первыми начали раскопки на территории Бубастиса археологи под руководством Э. Навилля. Ими найдены остатки храмов богини Бастет и фараонов Тети II и Пепи I[~ 9].
- 1887-1889 годах — найдены некрополи мумифицированных кошек и ихневмонов[22].
- 1906 год — при постройке железной дороги, здесь были случайно найдены многочисленные сокровища времён XIX династии (сейчас находятся в Каирском музее, часть — в Берлине и во Франции, часть в Метрополитен-музее).

В первой половине 1960-х годов была начата расчистка древних домов. Также исследованы остатки храма Пепи I и обнаружена окружавшая его стена (экспедиция Верховного совета по древностям Египта под руководством Л. Хабаши).
- 1964 год — найдены остатки сооружения из сырцового кирпича, которое вероятно, могло быть дворцом Аменемхета III[7]. Также в Бубастисе найдено большое количество статуй периода правления этого фараона.

1980-1990-е годы более 10 лет здесь вели раскопки египетские археологи (в основном из «Верховного совета по древностям» Египта) совместно с немецкими коллегами.
- 1980-1981 год — найден дворец эпохи Среднего царства и мастабы[~ 12] (экспедиция университета Эз-Заказика).
- 1984-1985 год — обнаружен некрополь местных правителей времён Среднего царства (экспедиция университета Эз-Заказика).
- 1985-1986 год — неподалёку от храма Пепи I найден дворец эпохи VI династии (правила в XXIV-XXII веках до н. э.).
- 1992 год — во время расчистки колоннады храма Рамсеса II в двух сосудах был обнаружен тайник: маленькие золотые статуэтки и керамика.
- 1996 год — открыты остатки неизвестного ранее известнякового портала[~ 13] (экспедиция «Верховного совета по древностям» Египта).
- 1997 год — в городе Эз-Заказик найдена статуя[~ 14], изображающая женщину с тремя детьми, сидящую на стуле с львиными ножками.

2002-2004 годах раскопки в древнем Бубастисе вели археологи из Потсдамского университета под руководством К. Тице.
- 2002-2003 год — на месте храма Бастет обнаружена 11-метровая статуя, покрытая надписями[~ 15][32].
- 2003 год — рабочие случайно наткнулись на большую известняковую статую Какара — верховного жреца храма Амона-Ра, которая лежала неподалёку от нескольких упавших столбов, возможно, некогда стоявших в открытом дворе храма[~ 16][33].

- апрель 2004 года — по утверждениям немецких исследователей, было сделано «открытие века» — найдена каменная стела с указом Птолемея III Эвергета, датируемая 238 годом до н. э., одна из копий так называемого «Канопского Декрета». Стела примечательна тем, что надпись на ней, также как и на Розеттском камне, написана на древнегреческом языке, и продублирована египетской иероглификой и демотикой, это позволило сравнивать разные системы письма и продвинуться в их изучении. Также в указе, помимо всего прочего, упоминается о реформе египетского календаря. К. Тице объявил эту находку самой значительной находкой германских археологов в Египте за последние 120 лет.

- 2008 год — министр культуры АРЕ Фарук Хосни, сообщил о другой значительной находке в Бубастисе — хорошо сохранившемся фрагменте (голове) статуи Рамсеса II[~ 17]. Находка важна не только ввиду археологической ценности памятника, но и потому, что она положительно сказалась на вопросе о принятии властями решения по восстановительным работам на территории всего комплекса Телль Баста и, в частности, началу реставрации храма Рамсеса II (работы пока не осуществлены)[36].

Россия. Государственный музей изобразительных искусств имени А. С. Пушкина. В Москве в ГМИИ им. А. С. Пушкина имеется два, предположительно по надписям, предмета материальной культуры из Бубастиса:
| Наименование, материал         | Инв. №            | Габариты                                            | История                                 | Датировка           | Авторы библиографий                                                                                       |
| ------------------------------ | ----------------- | --------------------------------------------------- | --------------------------------------- | ------------------- | --- |
| «Статуя Хора» (чёрный базальт) | I.1.а.6663        | высота — 33 см, ширина — 12,5 см, толщина — 22,5 см | Приобретена в 1926 г. у С. И. Калмыкова | XXII-XXIII династии | нет |
| «Статуя Хорсиесе» (базальт)    | I.1.а.5320 (4171) | высота — 56 см, ширина — 90 см, толщина — 11 см     | Нет сведений                            | XXX династия        | Б. А. Тураев, В. К. Мальмберг, У. М. Фл. Питри, Ф. К. Кинитц, Д. Вильдунг, Б. Ботмер, А. Forgeau, Э. Лихи |

### Проблемы
Утрата памятников Бубастиса и собственно самого города, связана с обычным вандализмом, принявшим большие масштабы к концу 2-го тысячелетия (уничтожение практически произошло в современный просвещённый период) — строения древнего поселения использовались как каменоломни для сооружения современных зданий, гранитные плиты шли на фундаменты новых домов; с целью перепродажи древностей, в их поисках, массово разрывались и разграблялись некрополи и остатки дворцов; крестьяне добывали в руинах себах — куски строений богатые селитрой, которые применяли (и, возможно, применяют) для удобрения почвы полей. Во второй половине XX века большой вклад в сохранение остатков археологической зоны внёс Л. Хабаши, тогда работавший инспектором «Верховного совета по древностям» Египта. Историческая ценность его находок несколько повлияла на негативные для археологического комплекса решения властей — через Телль Басту прекратили строить военную дорогу, а также было предотвращено отведение части земель под сельскохозяйственные угодья, а части под мусульманское кладбище. Помимо этого Л. Хабаши внёс вклад в изучение и систематизацию памятников этой зоны и картографирование Бубастиса. Территория Бубастиса с начала XXI века всё более активно поглощается разрастающимся современным городом Эз-Заказик, что привело к прекращению ведения раскопок и поиску фрагментов древних строений вне небольшой археологической зоны Телль Баста. Во время революционных волнений 2011 года в Эз-Заказике было взломано генеральное археологическое хранилище, являвшееся собранием артефактов не только из Бубастиса, но и со всей восточной дельты Нила.

### Туризм
На сегодняшний день комплекс Телль Баста — это небольшой музей под открытым небом. Собственно археологическое городище представляет собой заросший травой холм, усеянный гранитными блоками и зияющими рытвинами археологических раскопок. Имеются несколько установленных статуй, но от самого знаменитого храма Бубастиса — храма Бастет, осталось только несколько «папирусных» колонн и его восстановление в первозданном виде невозможно. Всего в экспозиции на 2003 год было около 55 памятников культуры и искусства Древнего Египта из Бубастиса, а также других крупных городов восточной дельты Нила — Джанта (др.-греч. Таниса), Пер-Рамсеса и Хут-уарет (др.-греч. Авариса). Некоторых туристов привлекают «кошачьи кладбища», где обнаружены множество мумифицированных кошек и около 400 человеческих мумий. Также туристической достопримечательностью считается тысячелетний «святой колодец». Поверья, рассказываемые о нём коптами-христианами, связаны с посещением города «святым семейством» — колодцу приписывается способствование плодородию (обряд: женщины, испытывающие проблемы с возможностью забеременеть, черпают из колодца глиняными горшками воду и льют себе на голову, а потом разбивают горшок перед древней статуей Бастет). Туристы обычно добираются в Бубастис из Каира (80 км) на рейсовом автобусе, и некоторые из них продолжают путешествие далее, к руинам Таниса, на такси.